# Bolivijsko-čileanska granica
Granica Bolivije i Čilea međunarodna je granica u Južnoj Amerikci. Odvaja Boliviju od Čilea duž Cordillera Occidental na zapadnom rubu visoravni Altiplano. U tijeku je spor oko prirode rijeke Silala i načina na koji Čile koristi njezine vode.
Od 2021. granica Bolivije i Čilea glavna je točka ulaska ilegalnih migranata iz Venezuele u Čile. Migrantima u prelasku pomažu krijumčari ljudi. Ilegalna migracija posebno je problematična za čileanski pogranični grad Colchane.
Autohtone zajednice Aymara žive s obje strane granice.
 